# 篠永善雄
篠永 善雄（しのなが よしお、1927年（昭和2年）9月9日 - 2012年（平成24年）2月23日）は、日本の政治家。愛媛県伊予三島市（現・四国中央市）長。

## 来歴
愛媛県宇摩郡三島町（のち伊予三島市、現・四国中央市）出身。旧制愛媛県立三島中学校（現・愛媛県立三島高等学校）を経て、明治学院大学経済学部に入学するが、中退する。帰郷後は伊予三島市議会議員、同第25代副議長（1977年12月14日から1978年12月5日まで）、同第26代議長（1978年12月6日から1979年7月27日）となった。

### 1979年伊予三島市長選挙
1979年、森川孝夫の急死に伴い行われた市長選で伊予三島市長に自民党公認で立候補して、社会党・共産党推薦の新人ら2人を破って当選し、同年8月20日に就任した。
※当日有権者数：-人 最終投票率：-%（前回比：-pts）
| 候補者名   | 年齢 | 所属党派   | 新旧別 | 得票数   | 得票率 | 推薦・支持                 |
| ---------- | ---- | ---------- | ------ | -------- | ------ | -------------------------- |
| 篠永善雄   | 51   | 自由民主党 | 新     | 11,818票 | 55.4%  | -                          |
| 石水九十九 | 45   | 無所属     | 新     | 9,201票  | 43.1%  | 日本社会党・日本共産党推薦 |
| 石川玄一   | 69   | 無所属     | 新     | 314票    | 1.5%   | -                          |

しかし、1981年に8月に市選管のミスに起因する選挙無効の判決が高松高裁で下った。最高裁に上告しなかったので同月24日に失職となった。その後、やり直しの選挙が実施されたが、再び当選を果たした。さらに、1985年にも当選を果たした。1993年は無投票でやり直しを除き4選を果たした。

### 1997年伊予三島市長選挙
1997年は一転して選挙戦となったが、前市議会議長を破って5選を果たした。
※当日有権者数：-人 最終投票率：64.99%（前回比：-pts）
| 候補者名 | 年齢 | 所属党派   | 新旧別 | 得票数   | 得票率 | 推薦・支持 |
| -------- | ---- | ---------- | ------ | -------- | ------ | ---------- |
| 篠永善雄 | 70   | 自由民主党 | 現     | 11,589票 | 61.0%  | -          |
| 高橋照男 | 56   | 無所属     | 新     | 7,406票  | 39.0%  | -          |

合併するまでの2004年まで市長を務めた。平成の大合併での新市名決定に関する発言に対しては批判が多い（発言の内容については四国中央市を参照のこと。）。2012年、十二指腸癌のため死去。死没日をもって従四位に叙される。

## 政治家として
- 富郷ダムの建設に関しては、市議会議員から市長と立場の変化があったが、最初から最後まで深い関わりを持った[17]。

## 栄典
- 1992年 - 藍綬褒章
- 2004年 - 旭日中綬章
- 2012年 - 従四位